# مقاطعة دوغلاس (ويسكونسن)
مقاطعة دوغلاس (بالإنجليزية: Douglas County, Wisconsin)‏ هي إحدى مقاطعات ولاية ويسكونسن في الولايات المتحدة. تأسست سنة 1854، وتبلغ مساحتها 1,480 ميل مربع (3,800 كـم2)، بلغ عدد سكانها 43785 نسمة في عام 2010 حسب إحصاء مكتب تعداد الولايات المتحدة .

## وصلات خارجية
- الموقع الرسمي
- United States Counties